# Леон (футбольный клуб)
«Лео́н» (исп. Club León F.C.) — мексиканский футбольный клуб из города Леон штата Гуанахуато. Выступает в Лиге МХ, высшем дивизионе Мексики.

## История
Команда дебютировала в чемпионате 20 августа 1944 года. Домашние матчи проводятся на стадионе «Леон», также известном как «Ноу Камп») и вмещающем 33 943 зрителя. «Леон» семь раз выигрывал чемпионат Мексики по футболу и пять раз — Кубок страны, но значительную часть своих титулов клуб завоевал в 1940—1950-х годах.
После победы в чемпионате второго дивизиона в сезоне 2011/12, клуб вернулся в высшую лигу после десятилетнего отсутствия. В сезоне 2013/14 команда оказалась на голову сильнее соперников, выиграв оба чемпионата страны — Апертуру и Клаусуру. В 2020 году команда завоевала свой восьмой чемпионский титул.

## Достижения
- Чемпион Мексики (8): 1947/48, 1948/49, 1951/52, 1955/56, 1991/92, Ап. 2013, Кл. 2014, 2020
- Вице-чемпион Мексики (7): 1946/47, 1958/59, 1972/73, 1974/75, Зима 1997, Кл. 2019, Ап. 2021
- Победитель второго дивизиона (5): 1989/90, Клаусура 2003, Клаусура 2004, Клаусура 2008, Клаусура 2012
- Обладатель Кубка Мексики (5): 1948/49, 1957/58, 1966/67, 1970/71, 1971/72
- Обладатель трофея Чемпион чемпионов Мексики (5): 1948, 1956, 1971, 1972, 1973
- Финалист Кубка чемпионов КОНКАКАФ (1): 1993
- Победитель Кубка Лиг (1): 2021

## Стадион

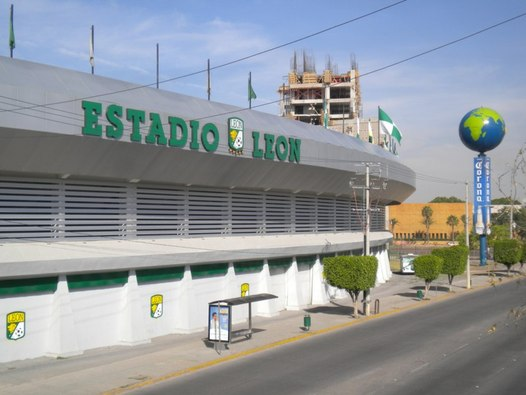
Стадион «Леон»

Домашние игры клуба «Леон» проходят на стадионе «Леон», также известным под неофициальным названием «Ноу Камп». Стадион знаменит тем, что на нём проводились футбольные матчи Олимпийских игр 1968 года, а также матчи чемпионатов мира по футболу 1970 и 1986 годов. В частности, в 1986 году сборная Советского Союза именно на этом стадионе проводила свой групповой матч против Франции и впоследствии матч 1/8 финала против Бельгии.